# Yogi l'ours
Pour les articles homonymes, voir Yogi (homonymie).
Yogi l'ours (Yogi Bear) est un personnage de fiction apparu pour la première fois en 1958 dans la série télévisée d'animation Roquet Belles-Oreilles produite par les studios Hanna-Barbera avant d'être le héros de sa propre série en 1961-1962.
Une seconde série sera réalisée en 1988, ainsi qu'un long métrage en image de synthèse en 2010.

## Description

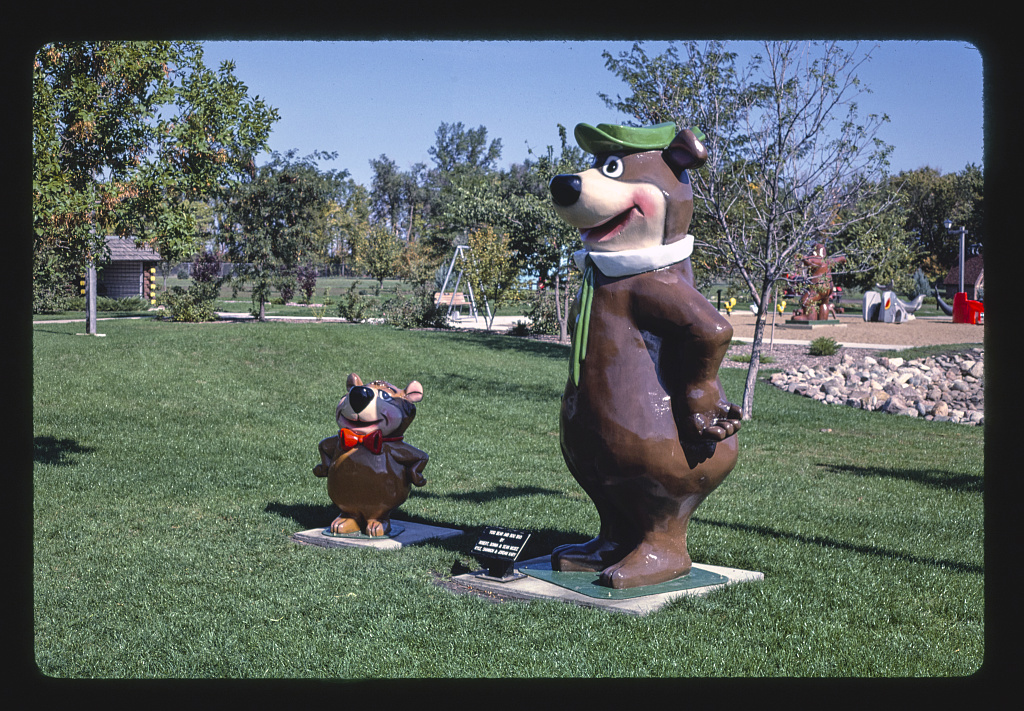
Yogi et Boubou en sculptures dans le parc d'attractions américain « Storybook Land Park » d'Aberdeen, en Dakota du Sud.

Cet ours anthropomorphe portant chapeau, faux-col et cravate est plus malin que la moyenne de ses congénères. Avec son ami Boubou (en), qui arbore un nœud papillon, c'est un amateur de paniers de pique-nique, n'hésitant pas à rivaliser de ruse pour dérober celui des promeneurs du parc national de Jellystone, au grand dam du ranger Smith.

## Voix

### Voix originales
- Daws Butler de Roquet Belles-Oreilles (1958) à Yogi et Compagnie (1988)
- Greg Burson de Yogi (1988) à Yogi the Easter Bear (en) (1994)
- Dan Aykroyd dans Yogi l'ours (2010)
- Jeff Bergman dans Jellystone! (2021)

### Voix françaises
- Georges Aminel dans Yogi l'ours (1re voix)[2]
- Roger Carel dans Yogi l'ours (2e voix)[2]
- Jacques Dynam dans Les Aventures de Yogi le nounours[3]
- Richard Darbois dans Yogi l'ours (2010)
- Serge Faliu dans Jellystone! (2021) et Teen Titans Go! (2024)

## Apparitions

### Cinéma
- Les Aventures de Yogi le nounours (Hey There, It's Yogi Bear!), film d'animation américain de Joseph Barbera et William Hanna sorti en 1964 ;
- Yogi l'ours (Yogi Bear), film américain d'Eric Brevig sorti en 2010.

### Télévision

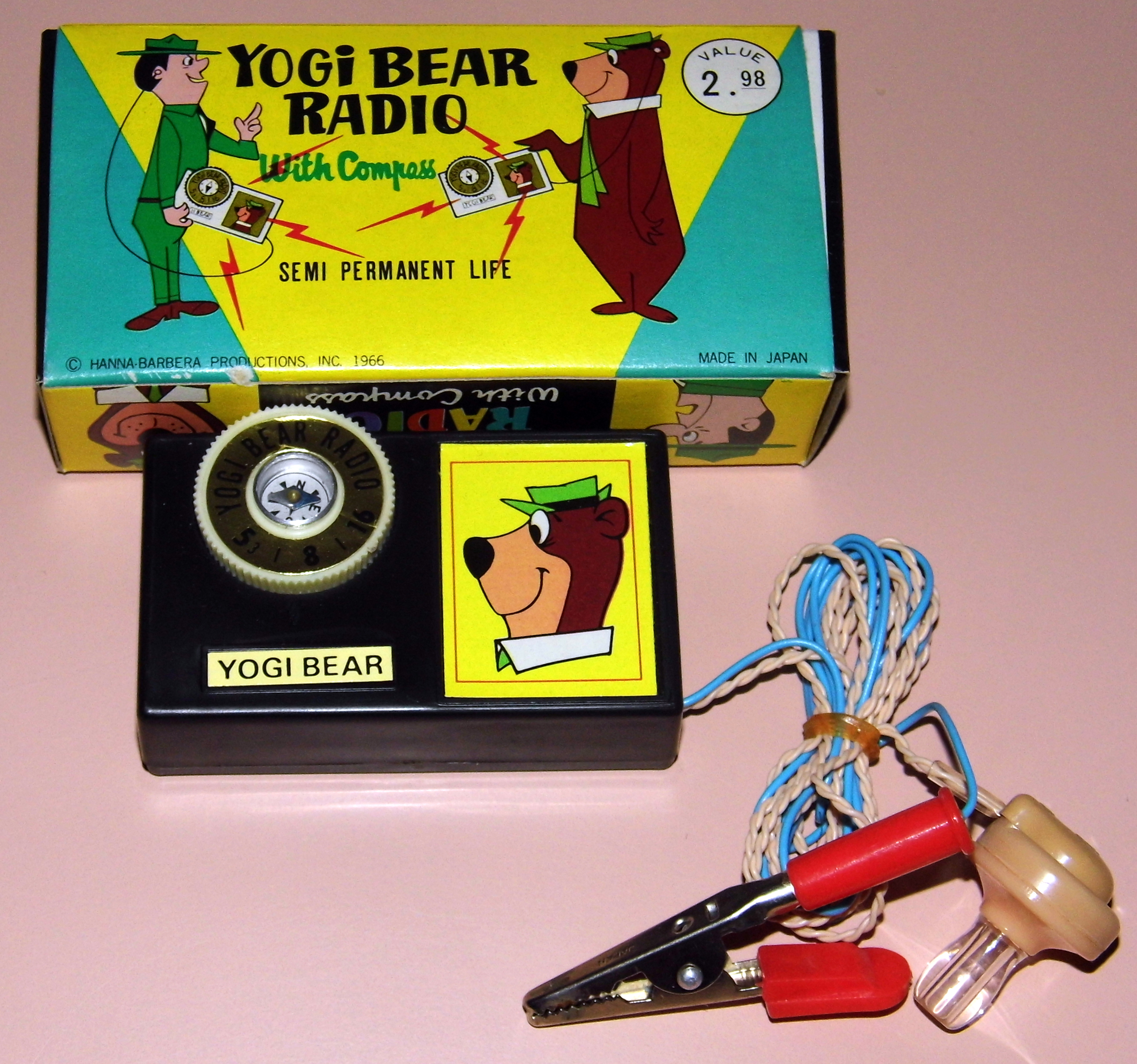
Poste à galène de 1966, décoré des personnages de Yogi et du ranger Smith.

- Roquet Belles-Oreilles (The Huckleberry Hound Show), série télévisée d'animation américaine diffusée de 1958 à 1960 ;
- Yogi l'ours (The Yogi Bear Show), série télévisée d'animation américaine diffusée de 1961 à 1962 ;
- Yogi Bear and Friends (en), série télévisée d'animation américaine diffusée en 1967–1968 ;
- Yogi's Ark Lark (en), téléfilm d'animation américain diffusé en 1972 ;
- Yogi's Gang (en), série télévisée d'animation américaine diffusée de 1973 à 1975 ;
- Laff-A-Lympics (en), série télévisée d'animation américaine diffusée en 1977-1978 ;
- Yogi's Space Race (en), série télévisée d'animation américaine diffusée en 1978-1979 ;
- Galaxy Goof-Ups (en), série télévisée d'animation américaine diffusée en 1978-1979 ;
- Yogi's First Christmas (en), téléfilm d'animation américain  diffusé en 1980 ;
- Yogi Bear's All Star Comedy Christmas Caper (en), téléfilm d'animation américain diffusé en 1982 ;
- Yogi et Compagnie (Yogi's Treasure Hunt), série télévisée d'animation américaine diffusée de 1985 à 1988 ;
- Yogi's Great Escape (en), téléfilm d'animation américain diffusé en 1987 ;
- Yogi Bear and the Magical Flight of the Spruce Goose (en), téléfilm d'animation américain  diffusé en 1987 ;
- Yogi (The New Yogi Bear Show), série télévisée d'animation américaine diffusée en 1988 ;
- Yogi et l'Invasion des ours de l'espace (Yogi and the Invasion of the Space Bears), téléfilm d'animation américain de Don Lusk et Ray Patterson  diffusé en 1988 ;
- Wake, Rattle, and Roll (en), série télévisée d'animation américaine diffusée en 1990-1991
- Yo Yogi! (id.), série télévisée d'animation américaine diffusée en 1991 ;
- Yogi the Easter Bear (en), téléfilm d'animation américain  diffusé en 1994 ;
- Jellystone! (id.), série télévisée d'animation américaine diffusée depuis 2021.

### Jeux vidéo
- Yogi Bear (1987)
- Yogi Bear and Friends in the Greed Monster: A Treasure Hunt (1990)
- Yogi's Great Escape (1990)
- Yogi Bear's Math Adventures (1990)
- Yogi Bear visits... the National Parks (1990)
- Yogi's Big Clean Up (1992)
- Yogi Bear: Cartoon Capers, jeu vidéo de plates-formes sorti en 1994 ;
- Yogi Bear in Yogi Bear's Goldrush, jeu vidéo de plates-formes sorti en 1994 ;
- Yogi Bear: Great Balloon Blast, jeu vidéo de réflexion sorti en 1998 ;
- Yogi Bear (2010).

### Publications
Aux États-Unis
- (en) Four Color Comics (1959-1962), Dell Comics, 6 numéros[4]
- (en) Huck and Yogi Jamboree (1961), Dell Comics[5]
- (en) Yogi Bear (1961-1962), Dell Comics, 6 numéros[6]
- (en) Yogi Bear (1962-1970), Gold Key Comics, 33 numéros[6]
- (en) Hey There, It's Yogi Bear (1964), Gold Key[7]
- (en) Yogi Bear (1970-1977), Charlton Comics, 35 numéros[6]
- (en) Yogi Bear (1977), Marvel Comics, 9 numéros[6]
- (en) Yogi Bear (1992–1994), Harvey Comics, 10 numéros[6]
- (en) Hanna-Barbera All-Stars and Hanna-Barbera Presents (1997), Archie Comics[6]
- (en) Cartoon Network Presents, DC Comics

En France
- Yogi Géant (1963-1976), Sagédition, 46 numéros[8]

## Yogi l'ours dans d'autres langues
- Catalan : L´Ós Yogui
- Basque: Yogi Hartza
- Danois : Yogi Bjørn
- Néerlandais : Yogi Beer
- Finnois : Jogi-karhu (parfois aussi appelé Yogi-karhu)
- Anglais : Yogi bear
- Galicien : O Oso Iogui
- Allemand : Yogi Bär;
- Hongrois : Maci Laci
- Italien : L'Orso Yoghi
- Japonais : クマゴロー (Kuma-Goro)
- Polonais : Miś Jogi (parfois aussi appelé Miś Yogi)
- Portugais : Zé Colmeia
- Roumain : Ursul Yogi
- Espagnol : El Oso Yogui
- Suédois : Yogi Björn
- Chinois : 瑜珈熊 "Yujia Xiong"
- Tchèque : Méďa Béďa
- Coréen : 요기 베어 (Yoki Bae-er)
- Slovaque : Medveď Jogi
- Slovène : Jogi medvedek or Medved Jogi (souvent simplement appelé Jogi)
- Turc : Ayı Yogi
- Bulgare : Мечето Йоги
- Grec :
- Persan : Yogi va Dostan

## Hommages
- Une ourse noire de deux ans nommé Yogi[9] a servi de cobaye le 21 mars 1962 pour tester la capsule de sauvetage d'un Convair B-58 Hustler et a été éjectée à 1 400 km/h et 10 600 m d'altitude. Elle a atterri sans blessures 7 minutes et 49 secondes plus tard[10] puis fut tuée afin que ses organes puissent être examinés[11].
- Le footballeur écossais John Hughes était surnommé Yogi en référence à Yogi l'ours.